# Vòng loại Bóng rổ tại Thế vận hội Mùa hè 2024 – Giải đấu Nam (Riga)
Giải đấu vòng loại môn bóng rổ nam tại Thế vận hội Mùa hè 2024 tại Riga là một trong 4 giải đấu vòng loại môn bóng rổ nam tại Thế vận hội Mùa hè 2024. Giải đấu được tổ chức tại Riga, Latvia từ ngày 2 đến ngày 7 tháng 7 năm 2024. 6 đội tuyển tham dự giải đấu được chia làm 2 bảng, mỗi bảng 3 đội để chọn ra 2 đội đứng đầu mỗi bảng giành vé vào bán kết. Đội vô địch sẽ giành quyền tham dự Thế vận hội Mùa hè 2024 được tổ chức tại Pháp.

## Các đội tuyển
| Đội tuyển   | Tư cách tham dự                         | Ngày vượt qua vòng loại | Xếp hạng |
| ----------- | --------------------------------------- | ----------------------- | -------- |
| Latvia      | 1 trong 16 đội có thành tích tốt nhất   | 10 tháng 9 năm 2023     | 8        |
| Brasil      | 1 trong 16 đội có thành tích tốt nhất   | 10 tháng 9 năm 2023     | 12       |
| Montenegro  | 1 trong 16 đội có thành tích tốt nhất   | 10 tháng 9 năm 2023     | 17       |
| Gruzia      | 1 trong 16 đội có thành tích tốt nhất   | 10 tháng 9 năm 2023     | 23       |
| Philippines | 1 trong 16 đội có thành tích tốt nhất   | 10 tháng 9 năm 2023     | 38       |
| Cameroon    | Vô địch vòng sơ loại 2 khu vực châu Phi | 20 tháng 8 năm 2023     | 67       |

## Địa điểm thi đấu
| Riga             | RigaVòng loại Bóng rổ tại Thế vận hội Mùa hè 2024 – Giải đấu Nam (Riga) (Latvia) |
| Nhà thi đấu Riga | RigaVòng loại Bóng rổ tại Thế vận hội Mùa hè 2024 – Giải đấu Nam (Riga) (Latvia) |
|                  | RigaVòng loại Bóng rổ tại Thế vận hội Mùa hè 2024 – Giải đấu Nam (Riga) (Latvia) |
| Sức chứa: 11,200 | RigaVòng loại Bóng rổ tại Thế vận hội Mùa hè 2024 – Giải đấu Nam (Riga) (Latvia) |

## Giai đoạn vòng bảng
Tất cả các giờ đều là giờ địa phương (UTC+3).

### Bảng A
| VT | Đội         | ST | T | B | ĐT  | ĐB  | HS  | Đ | Giành quyền tham dự |
| -- | ----------- | -- | - | - | --- | --- | --- | - | ------------------- |
| 1  | Latvia (H)  | 2  | 1 | 1 | 163 | 144 | +19 | 3 | Bán kết             |
| 2  | Philippines | 2  | 1 | 1 | 183 | 176 | +7  | 3 | Bán kết             |
| 3  | Gruzia      | 2  | 1 | 1 | 151 | 177 | −26 | 3 |                     |

| 2 tháng 7 năm 2024 19:00 | Chi tiết | Gruzia                                                                    | 55–83 | Latvia                                                                   |  | Nhà thi đấu Riga, Riga Số khán giả: 8,955 Trọng tài: Omar Bermúdez (México), Wojciech Liszka (Ba Lan), Luis Castillo (Tây Ban Nha) |
| 2 tháng 7 năm 2024 19:00 | Chi tiết | Điểm mỗi set: 13–17, 11–28, 17–13, 14–25                                  |       |                                                                          |  | Nhà thi đấu Riga, Riga Số khán giả: 8,955 Trọng tài: Omar Bermúdez (México), Wojciech Liszka (Ba Lan), Luis Castillo (Tây Ban Nha) |
| 2 tháng 7 năm 2024 19:00 | Chi tiết | Điểm: Mamukelashvili 14 Chụp bóng bật bảng: Bitadze 6 Hỗ trợ: 3 cầu thủ 2 |       | Điểm: Strautiņš 18 Chụp bóng bật bảng: Mejeris, Šmits 7 Hỗ trợ: Žagars 6 |  | Nhà thi đấu Riga, Riga Số khán giả: 8,955 Trọng tài: Omar Bermúdez (México), Wojciech Liszka (Ba Lan), Luis Castillo (Tây Ban Nha) |

| 3 tháng 7 năm 2024 19:00 | Chi tiết | Latvia                                                                      | 80–89 | Philippines                                                         |  | Nhà thi đấu Riga, Riga Số khán giả: 8,835 Trọng tài: Ademir Zurapović (Bosna và Hercegovina), Wojciech Liszka (Ba Lan), Kerem Baki (Thổ Nhĩ Kỳ) |
| 3 tháng 7 năm 2024 19:00 | Chi tiết | Điểm mỗi set: 16–32, 22–22, 18–23, 24–12                                    |       |                                                                     |  | Nhà thi đấu Riga, Riga Số khán giả: 8,835 Trọng tài: Ademir Zurapović (Bosna và Hercegovina), Wojciech Liszka (Ba Lan), Kerem Baki (Thổ Nhĩ Kỳ) |
| 3 tháng 7 năm 2024 19:00 | Chi tiết | Điểm: Rodions 18 Chụp bóng bật bảng: Rodions 7 Hỗ trợ: Strēlnieks, Zoriks 5 |       | Điểm: Brownlee 26 Chụp bóng bật bảng: Brownlee 9 Hỗ trợ: Brownlee 9 |  | Nhà thi đấu Riga, Riga Số khán giả: 8,835 Trọng tài: Ademir Zurapović (Bosna và Hercegovina), Wojciech Liszka (Ba Lan), Kerem Baki (Thổ Nhĩ Kỳ) |

| 4 tháng 7 năm 2024 15:30 | Chi tiết | Philippines                                                         | 94–96 | Gruzia                                                                     |  | Nhà thi đấu Riga, Riga Số khán giả: 531 Trọng tài: Ademir Zurapović (Bosna và Hercegovina), Omar Bermúdez (México), Kerem Baki (Thổ Nhĩ Kỳ) |
| 4 tháng 7 năm 2024 15:30 | Chi tiết | Điểm mỗi set: 17–28, 26–27, 31–19, 20–22                            |       |                                                                            |  | Nhà thi đấu Riga, Riga Số khán giả: 531 Trọng tài: Ademir Zurapović (Bosna và Hercegovina), Omar Bermúdez (México), Kerem Baki (Thổ Nhĩ Kỳ) |
| 4 tháng 7 năm 2024 15:30 | Chi tiết | Điểm: Brownlee 28 Chụp bóng bật bảng: Brownlee 8 Hỗ trợ: Brownlee 8 |       | Điểm: Mamukelashvili 26 Chụp bóng bật bảng: Bitadze 10 Hỗ trợ: Thomasson 8 |  | Nhà thi đấu Riga, Riga Số khán giả: 531 Trọng tài: Ademir Zurapović (Bosna và Hercegovina), Omar Bermúdez (México), Kerem Baki (Thổ Nhĩ Kỳ) |

### Bảng B
| VT | Đội        | ST | T | B | ĐT  | ĐB  | HS | Đ | Giành quyền tham dự |
| -- | ---------- | -- | - | - | --- | --- | -- | - | ------------------- |
| 1  | Brasil     | 2  | 1 | 1 | 155 | 149 | +6 | 3 | Bán kết             |
| 2  | Cameroon   | 2  | 1 | 1 | 143 | 144 | −1 | 3 | Bán kết             |
| 3  | Montenegro | 2  | 1 | 1 | 142 | 147 | −5 | 3 |                     |

| 2 tháng 7 năm 2024 15:30 | Chi tiết | Brasil                                                              | 81–72 | Montenegro                                                                 |  | Nhà thi đấu Riga, Riga Số khán giả: 1,022 Trọng tài: Ademir Zurapović (Bosna và Hercegovina), Kato Takaki (Nhật Bản), Jenna Jordan Reneau (Hoa Kỳ) |
| 2 tháng 7 năm 2024 15:30 | Chi tiết | Điểm mỗi set: 15–23, 21–19, 16–14, 29–16                            |       |                                                                            |  | Nhà thi đấu Riga, Riga Số khán giả: 1,022 Trọng tài: Ademir Zurapović (Bosna và Hercegovina), Kato Takaki (Nhật Bản), Jenna Jordan Reneau (Hoa Kỳ) |
| 2 tháng 7 năm 2024 15:30 | Chi tiết | Điểm: Caboclo 25 Chụp bóng bật bảng: Caboclo 9 Hỗ trợ: Dos Santos 5 |       | Điểm: Vučević 17 Chụp bóng bật bảng: Vučević 13 Hỗ trợ: Perry, Simonović 3 |  | Nhà thi đấu Riga, Riga Số khán giả: 1,022 Trọng tài: Ademir Zurapović (Bosna và Hercegovina), Kato Takaki (Nhật Bản), Jenna Jordan Reneau (Hoa Kỳ) |

| 3 tháng 7 năm 2024 15:30 | Chi tiết | Montenegro                                                                 | 70–66 | Cameroon                                                                  |  | Nhà thi đấu Riga, Riga Số khán giả: 622 Trọng tài: Luis Castillo (Tây Ban Nha), Omar Bermúdez (México), Wael Mostafa (Ai Cập) |
| 3 tháng 7 năm 2024 15:30 | Chi tiết | Điểm mỗi set: 16–13, 13–19, 20–10, 21–24                                   |       |                                                                           |  | Nhà thi đấu Riga, Riga Số khán giả: 622 Trọng tài: Luis Castillo (Tây Ban Nha), Omar Bermúdez (México), Wael Mostafa (Ai Cập) |
| 3 tháng 7 năm 2024 15:30 | Chi tiết | Điểm: Simonović 18 Chụp bóng bật bảng: Vučević 14 Hỗ trợ: Perry, Popović 5 |       | Điểm: Ateba, Bayehe 14 Chụp bóng bật bảng: Eyaga Bidias 6 Hỗ trợ: Hill 10 |  | Nhà thi đấu Riga, Riga Số khán giả: 622 Trọng tài: Luis Castillo (Tây Ban Nha), Omar Bermúdez (México), Wael Mostafa (Ai Cập) |

| 4 tháng 7 năm 2024 19:00 | Chi tiết | Cameroon                                                | 77–74 | Brasil                                                                   |  | Nhà thi đấu Riga, Riga Số khán giả: 656 Trọng tài: Kato Takaki (Nhật Bản), Wojciech Liszka (Ba Lan), Jenna Jordan Reneau (Hoa Kỳ) |
| 4 tháng 7 năm 2024 19:00 | Chi tiết | Điểm mỗi set: 29–27, 27–12, 12–16, 9–19                 |       |                                                                          |  | Nhà thi đấu Riga, Riga Số khán giả: 656 Trọng tài: Kato Takaki (Nhật Bản), Wojciech Liszka (Ba Lan), Jenna Jordan Reneau (Hoa Kỳ) |
| 4 tháng 7 năm 2024 19:00 | Chi tiết | Điểm: Hill 22 Chụp bóng bật bảng: Hill 6 Hỗ trợ: Hill 6 |       | Điểm: Meindl 19 Chụp bóng bật bảng: Dias, Yago 6 Hỗ trợ: Huertas, Yago 7 |  | Nhà thi đấu Riga, Riga Số khán giả: 656 Trọng tài: Kato Takaki (Nhật Bản), Wojciech Liszka (Ba Lan), Jenna Jordan Reneau (Hoa Kỳ) |

## Vòng cuối cùng
|  | Bán kết     | Bán kết |           |    | Chung kết | Chung kết |
|  |             |         |           |    |           |           |
|  | 6 tháng 7   |         |           |    |           |           |
|  |             |         |           |    |           |           |
|  | Cameroon    | 59      |           |    |           |           |
|  | Cameroon    | 59      | 7 tháng 7 |    |           |           |
|  | Latvia      | 72      |           |    |           |           |
|  | Latvia      | 72      | Latvia    | 69 |           |           |
|  | 6 tháng 7   |         | Latvia    | 69 |           |           |
|  |             | Brasil  | 94        |    |           |           |
|  | Brasil      | Brasil  | 94        | 71 |           |           |
|  | Brasil      |         |           | 71 |           |           |
|  | Philippines | 60      |           |    |           |           |
|  | Philippines | 60      |           |    |           |           |

### Bán kết
| 6 tháng 7 năm 2024 15:30 | Chi tiết | Brasil                                                            | 71–60 | Philippines                                                      |  | Arena Riga, Riga Số khán giả: 837 Trọng tài: Omar Bermúdez (México), Wojciech Liszka (Ba Lan), Kerem Baki (Thổ Nhĩ Kỳ) |
| 6 tháng 7 năm 2024 15:30 | Chi tiết | Điểm mỗi set: 16–13, 13–19, 20–10, 21–24                          |       |                                                                  |  | Arena Riga, Riga Số khán giả: 837 Trọng tài: Omar Bermúdez (México), Wojciech Liszka (Ba Lan), Kerem Baki (Thổ Nhĩ Kỳ) |
| 6 tháng 7 năm 2024 15:30 | Chi tiết | Điểm: Caboclo 15 Chụp bóng bật bảng: Caboclo 11 Hỗ trợ: Huertas 7 |       | Điểm: Brownlee 15 Chụp bóng bật bảng: Fajardo 10 Hỗ trợ: Ramos 3 |  | Arena Riga, Riga Số khán giả: 837 Trọng tài: Omar Bermúdez (México), Wojciech Liszka (Ba Lan), Kerem Baki (Thổ Nhĩ Kỳ) |

| 6 tháng 7 năm 2024 19:00 | Chi tiết | Cameroon                                                           | 59–72 | Latvia                                                          |  | Nhà thi đấu Riga, Riga Số khán giả: 9,329 Trọng tài: Ademir Zurapović (Bosna và Hercegovina), Luis Castillo (Tây Ban Nha), Takaki Kato (Nhật Bản) |
| 6 tháng 7 năm 2024 19:00 | Chi tiết | Điểm mỗi set: 19–23, 16–15, 15–15, 9–19                            |       |                                                                 |  | Nhà thi đấu Riga, Riga Số khán giả: 9,329 Trọng tài: Ademir Zurapović (Bosna và Hercegovina), Luis Castillo (Tây Ban Nha), Takaki Kato (Nhật Bản) |
| 6 tháng 7 năm 2024 19:00 | Chi tiết | Điểm: Narace 14 Chụp bóng bật bảng: Bayehe, Chong 7 Hỗ trợ: Hill 3 |       | Điểm: Lomažs 20 Chụp bóng bật bảng: Mejeris 10 Hỗ trợ: Žagars 5 |  | Nhà thi đấu Riga, Riga Số khán giả: 9,329 Trọng tài: Ademir Zurapović (Bosna và Hercegovina), Luis Castillo (Tây Ban Nha), Takaki Kato (Nhật Bản) |

### Chung kết
| 7 tháng 7 năm 2024 19:00 | Chi tiết | Latvia                                                         | 69–94 | Brasil                                                          |  | Nhà thi đấu Riga, Riga Số khán giả: 9,340 Trọng tài: Omar Bermúdez (México), Wojciech Liszka (Ba Lan), Luis Castillo (Tây Ban Nha) |
| 7 tháng 7 năm 2024 19:00 | Chi tiết | Điểm mỗi set: 11–34, 22–15, 13–23, 23–22                       |       |                                                                 |  | Nhà thi đấu Riga, Riga Số khán giả: 9,340 Trọng tài: Omar Bermúdez (México), Wojciech Liszka (Ba Lan), Luis Castillo (Tây Ban Nha) |
| 7 tháng 7 năm 2024 19:00 | Chi tiết | Điểm: Lomažs 15 Chụp bóng bật bảng: Mejeris 6 Hỗ trợ: Žagars 4 |       | Điểm: Caboclo 21 Chụp bóng bật bảng: Meindl 9 Hỗ trợ: Huertas 7 |  | Nhà thi đấu Riga, Riga Số khán giả: 9,340 Trọng tài: Omar Bermúdez (México), Wojciech Liszka (Ba Lan), Luis Castillo (Tây Ban Nha) |

## Bảng xếp hạng chung cuộc
| VT | Đội         | ST | T | B | Giành quyền tham dự                         |
| -- | ----------- | -- | - | - | ------------------------------------------- |
| 1  | Brasil      | 4  | 3 | 1 | Giành quyền tham dự Thế vận hội Mùa hè 2024 |
| 2  | Latvia      | 4  | 2 | 2 |                                             |
| 3  | Philippines | 3  | 1 | 2 |                                             |
| 4  | Cameroon    | 3  | 1 | 2 |                                             |
| 5  | Montenegro  | 2  | 1 | 1 |                                             |
| 6  | Gruzia      | 2  | 1 | 1 |                                             |